# Casa Panasachs
La Casa Panasachs és una edifici de Tarragona protegida com a Bé Cultural d'Interès Local.

## Descripció
El dibuix consta de tres façanes i una mitgera construïda a partir dels dibuixos del mestre d'obres José Reboltós Tomás el 1884. Per a construir-lo es derruí les restes de la fortificació del port i es completà el traçat del carrer d'Apodaca. Format per planta baixa i tres pisos superiors. El principal problema es plantejà en la disposició final de la façana principal (carrer Apodaca) continu al carrer Nou de Sant Pau.
La façana està construïda mitjançant carreus a la part baixa, a les cantonades, als balcons i les cornises. Es conserva en perfecte estat de conservació l'arrebossat imitant totxos. El cos principal està rematat per un petit frontó. Els barrots dels balcons són de ferro forjat amb decoracions menys refinades a mesura que s'ascendeix als pisos superiors. De la mateixa manera que les proporcions de les portes. Del disseny originari es prescindí del coronament. A la part central una cartel·la inspirada amb les formes historicistes emmarcada per dos florons a cada costat.
La qualitat del conjunt s'observa pel sistema de proporcions dels buits i l'equilibri entre les franges verticals i les horitzontals dels balcons. A diferència dels Porxos (Francesc Llauradó, 1861) els porxos s'han inutilitzat. L'ordre de la façana és de nou balcons al carrer d'Apodaca, assenyalant la part central, i de tres a la plaça dels Carros. La policromia de la façana també defineix la zona intermèdia de color ocre mentre que els costats, igual que a la cara de la plaça dels carros, és imitació de totxo. S'ha afegit un cos format per dos vans aguantats per una columna de ferro colat. La disposició de les arcades continua al carrer Nou de Sant Pau a un ritme de tres.